# Northgrippien
| Systeem Periode                           | Serie Tijdvak | Subserie | Etage Tijdsnede | Ouderdom (Ma)   |
| ----------------------------------------- | ------------- | -------- | --------------- | --------------- |
| Kwartair                                  | Holoceen      | Boven    | Meghalayen      | 0 - 0,0042      |
| Kwartair                                  | Holoceen      | Midden   | Northgrippien   | 0,0042 - 0,0082 |
| Kwartair                                  | Holoceen      | Onder    | Greenlandien    | 0,0082 - 0,0117 |
| Kwartair                                  | Pleistoceen   | Boven    | Boven           | 0,0117 - 0,126  |
| Kwartair                                  | Pleistoceen   | Midden   | Chibaien        | 0,126 - 0,781   |
| Kwartair                                  | Pleistoceen   | Onder    | Calabrien       | 0,781 - 1,80    |
| Kwartair                                  | Pleistoceen   | Onder    | Gelasien        | 1,80 - 2,58     |
| Neogeen                                   | Plioceen      | Plioceen | Piacenzian      | ouder           |
| Indeling van het Kwartair volgens de ICS. |               |          |                 |                 |

Het Northgrippien (Vlaanderen: Northgrippiaan) is in de internationaal gebruikte geologische tijdschaal van de ICS de middelste etage of tijdsnede in het Holoceen, van 8.236 tot 4.200 jaar vòòr het jaar 2000. Het volgt op het Greenlandien en wordt gevolgd door het Meghalayen. De totale duur van het Northgrippien is ongeveer vier millennia. De tijdsnede komt daarom ongeveer overeen met het Neolithicum in Zuid-Europa en met de tijdperken Atlanticum en Subboreaal uit de palynologie.
De overgang tussen het Vroeg- en Midden-Holoceen (de basis van het Northgrippien) wordt gelegd bij een afkoeling van het klimaat op het noordelijk halfrond rond 8200 jaar geleden. Het stratotype voor de basis van het Northgrippien, de GSSP, ligt - ongebruikelijk voor de stratigrafie - in de ijskern NGRIP-1, en wel op 1228,67 meter diepte. Op die diepte worden de jaarlijkse ijslagen plotseling dunner en de deltawaarde van de zuurstofisotopen neemt af. Deze veranderingen wijzen op een afkoeling van het klimaat van ongeveer 5 °C.
De koudere periode duurde ongeveer 150 jaar en werd veroorzaakt door het leegstromen van het Agassizmeer en Ojibwaymeer in Noord-Amerika in de Atlantische Oceaan. De grote massa zoetwater die daarmee de noordelijke Atlantische Oceaan instroomde zorgde dat de thermohaliene circulatie tijdelijk verminderde waardoor het in Europa en Noord-Amerika flink kouder werd. Op het zuidelijk halfrond werd het juist warmer. In het Midden-Oosten, het Middellandse Zeegebied en het noorden van Afrika werd het klimaat droger, wat mogelijk een snellere verspreiding van de sedentaire landbouw tot gevolg had. De overgang komt in het Middellandse Zeegebied grofweg overeen met de grens tussen het Mesolithicum en Neolithicum.
De overgang tussen het Northgrippien (Midden-Holoceen) en het Meghalayen (Laat-Holoceen) is rond de 4200 jaar geleden. Deze overgang was minder uitgesproken dan de overgang aan het begin van het Northgrippien, maar wereldwijd vond een verandering van de atmosferische en oceanische circulatiepatronen plaats. Op lagere breedtes verdroogde het klimaat. De afkoeling van het water in de Grote Oceaan legde de opwelling van diep water onmogelijk waardoor het El Niño-effect gedurende meer jaren optrad. De Aziatische moessons werden zwakker en het klimaat in het zuiden en zuidoosten van Azië verdroogde.